# 瀬戸山清香
瀬戸山 清香（せとやま さやか、1987年4月3日 - ）は、日本の歌手。宮崎県出身。UCM所属。EARTHの元メンバーである。

## 来歴
- 2000年2月23日、EARTHのメンバーとしてデビュー。この年の日本レコード大賞新人賞を受賞。
- 2005年1月、EARTH解散。その後、バンドSP、Gifted Artのメンバーとして音楽活動を再開した。
- 2008年2月24日、BLUE ROSE所属となる。
- 2008年3月18日、FLASHにグラビアが掲載された[1]。
- 2008年8月8日、GyaOの番組『Dream Girl』で取り上げられ、真矢から取材を受けた。
- 2009年、BLAZEを結成[2]。
- 2011年9月 - 10月、妹の瀬戸山茜がミスFLASH 2012セミファイナリストに選出。活動拠点を宮崎に移す。
- 2012年6月、活動拠点を東京に戻す。
- 2013年6月3日、ソロ活動を再開[3]。
- 2014年9月、アメブロリニューアル。
- 2014年9月15日、原宿アストロホールで開催されたライブに出演。後日、YouTubeで配信。
- 2016年4月6日、ワンマンライブを開催[4]。
- 2018年4月3日、Birthday Liveを開催。
- 2018年10月11日、UCM所属となる。

## 作品

### シングル
1. LAST PIECE（2008年11月26日、DQC-173）[5]
  - 作詞：瀬戸山清香、作曲・編曲：黒澤直也

  1. LAST PIECE
    - GyaOバラエティーステーション『Dream Girl』テーマソング

  2. Change Over
    - カゴメ「朝のむ野菜」CMタイアップ

  3. ウレシイヲカタチニ
    - GyaOジョッキー番宣ソング

  4. Daybreak
    - 共作曲：瀬戸山清香
2. For you（2018年4月3日、UCM）
  - 作詞：瀬戸山清香、作曲：笹本安詞

  1. For you
  2. Please don't go
3. Brand New Story（2019年2月9日、UCM）-　全曲Instrumental付き[6]
  - 作詞・作曲：瀬戸山清香、編曲：K-Muto

  1. Brand New Story
    - 共作詞・共作曲：金子恭平
    - HTB『情報ビュッフェ』エンディングテーマ

  2. Because of you
  3. Let's Get Started!!
    - 共作詞・共作曲：金子恭平

### EP
1. 20（2020年4月3日、UCM-003）-　Instrumental付き[7]
  - 作詞・作曲：瀬戸山清香、編曲：K-Muto

  1. Fake Love
  2. Summer Song
    - ラップ詞：KEN

  3. Brand New Story
  4. You’re Not Alone
  5. 抱きしめてよ

### YouTube
1. Zero to One[8]
2. New Days

### パチスロ
1. ロデオ「犬夜叉」（2016年）
  - 絆の刃（パチスロオリジナル曲）

## ライブ
主なもの
2008年
- Lewon presents（5月16日、渋谷aube）
- MBSオーサカキングスペシャルMUSIC COMPANY THE☆LIVE（7月27日、大阪MUSE）
- お台場冒険王ファイナル（8月23日・25日、フジテレビ本社屋1F広場 おバカンステージ）
- BAY SIDE EXPLOSION '08花火大会カウントダウンライブ（ 8月24日、フェスティバルウォーク蘇我）
- 夏Sacas FINAL Miss/Mr Collection 2008（8月31日、赤坂サカス Sacasステージ）
- クリスマスは渋谷でライブ（12月24日、渋谷eggman）

2012年
- The 15th Anniversary Ryuichi Kawamura Concert Tour 2012『Close To You』（6月24日 - 7月27日）[9]
- ミュージカル『走れメロス』（9月8日 - 9月30日）[10]

2013年
- PopLooPop（6月3日、代官山LOOP）
- GACCHO! エンターテイメントDP 2013 大忘年会!!（12月30日、六本木morph-tokyo）

2014年
- MUSIC LINE in HARAJUKU（9月15日、原宿アストロホール）

2015年
- SE7EN 10th Anniversary Tour in Japan（10月30日 - 11月9日）

2016年
- 瀬戸山清香 Birthday LIVE[11]（4月6日、目黒Blues Alley Japan）

2017年
- ポニーテールリボンズ東京進出企画 ポニテの企み Vol 1～美女と野獣～（5月19日、代官山LOOP）
- Tirami su!!〜Yokohama LOOP 1st Anniversary〜 （10月15日、横浜LOOP）

2018年
- じゃぱんぐ♪ vol.74（1月12日、新宿AiSOTOPE LOUNGE）
- 瀬戸山清香 Birthday Live（4月3日、代官山LOOP）
- Oda Asami 30th Birthday Live（9月15日、Deseo mini with VILLAGE VANGUARD）[12]
- さっぽろ創世スクエアHTBまつり（10月13日、サッポロファクトリー/創世スクエア）[13]

## 舞台
- Just do it ！〜やるっきゃない〜（2017年4月11日 - 16日、テアトルBONBON）
  - 追加公演（2017年6月27日 - 7月2日、中野 ザ・ポケット）[14]

## 出演
- 中川家、フットボールアワーのMUSIC COMPANY（2008年7月31日、MBS）
- Dream Girl『歩み始めた21歳～瀬戸山清香～ストーリー』（2008年8月8日、GyaO）
- 野村義男のフレッシュミュージシャン（2008年9月1日、SOUND PLANET C/G-27ch）
- 美羽希とポワポワSunday（2018年1月28日、調布FM）
- 小柳ゆき I'm Fun Area（2018年10月5日、FM FUJI）